# António Jorge Gonçalves
António Jorge Gonçalves (Lisboa, Portugal, 19 de Outubro de 1964) é um autor de banda desenhada, cartoonista, performer visual, ilustrador, cenógrafo e professor português.
É autor de diversas Novelas Gráficas, e tem colaborado com diversos escritores – Nuno Artur Silva, Rui Zink, Ondjaki ou Mário de Carvalho – na criação de livros onde texto e imagem se relacionam de forma exploratória.
Criou o projecto Subway Life, desenhando pessoas sentadas nas carruagens do Metro em 10 cidades do mundo. Estes desenhos foram apresentados através de um website, de um livro editado pela Assírio & Alvim, e de uma exposição em circulção.
Faz semanalmente cartoon político para o Inimigo Público (suplemento do Público) desde 2003. Estes trabalhos foram também publicados no Le Monde e Courrier Internacional, e premiados no World Press Cartoon.
Fez cenografia e figurinos para diversas peças de teatro. Através do método de Desenho Digital em Tempo Real e da manipulação de objectos em Retroprojector de Transparências, tem criado espectáculos com músicos, actores e bailarinos. Escreveu e realizou o filme/espetáculo Lisboa quem és tu? para ser projetado nas muralhas do castelo de São Jorge, em Lisboa.
Recebeu em 2013 o Prémio Nacional de Ilustração (Portugal) pelo livro “uma escuridão bonita” (com Ondjaki, Caminho 2013)
Entre 2008 e 2015 lecionou  "Espaços Performativos "no Mestrado em Artes Cénicas (FSCH, Lisboa). Em 2015 integrou o projecto pedagógico 10x10 da Fundação Calouste Gulbenkian como artista formador.

## Livros
- EUROVISIONI-VIAGGIO A FUMETTI TRA LE CITTA D’EUROPA (colectivo). Mondatori. 1989
- ANA (argumento de Nuno Artur Silva) Ed. Asa. 1993.
- LISBOA ÀS CORES. Câmara Municipal de Lisboa- Pelouro da Cultura. 1993.
- À PROCURA DO FIM (argumento de Nuno Artur Silva). Encomenda de Lisboa Capital da Cultura 94. 1994.
- A HISTÓRIA DO TESOURO PERDIDO (argumento de Nuno Artur Silva) Ed. Asa. 1994.
- PLANO ESTRATÉGICO DE LISBOA (argumento de Nuno Artur Silva). Publicado pela CM de Lisboa- Departamento do Plano Estratégico. 1995.
- A ARTE SUPREMA (argumento de Rui Zink) Ed. Asa. 1997.
- O SENHOR ABÍLIO. Ed. Asa. 1999.
- A TRIBO DOS SONHOS CRUZADOS (argumento de Nuno Artur Silva) Ed. Asa. 2003.
- REI (argumento de Rui Zink) Ed. Asa. 2007.
- VIH, O BICHO DA SIDA (com Rui Zink) Almedina/Abraço. 2008
- SUBWAY LIFE. Assírio & Alvim. 2010
- O GRUPO DO LEÃO (com Rui Zink). Museu do Chiado de Arte Contemporânea. 2010.
- HERÓIS DO MAR (livro+cd). EMI/Diário de Notícias|Jornal de Notícias. 2011.
- BARRIGA DA BALEIA, Pato Lógico, 2013
- UMA ESCURIDÃO BONITA (com Ondjaki), Caminho 2014)
- EU QUERO A MINHA CABEÇA, Pato Lógico, 2015

## Cartoon
- CARTOONS DO ANO 2007 (com António, Cid,  e Maia) Assírio & Alvim. 2008.
- CARTOONS DO ANO 2008 (com António, Cid, Cristina e Maia) Assírio & Alvim. 2009.
- NOM DE DIEUX! (colectivo) Pal a Pan. 2010
- CARTOONS DO ANO 2009 (com António, Carrilho, Cid, Cristina e Maia) Assírio & Alvim. 2010.
- CARTOONS DO ANO 2010 (com António, Carrilho, Cid, Cristina e Maia) Assírio & Alvim. 2011.
- CARTOONS DO ANO 2011 (com António, Carrilho, Cid, Cristina, Monteiro, Maia e Viana) Documenta. 2012.
- BEM DITA CRISE! Documenta. 2012
- CARTOONS DO ANO 2013 (com António, Carrilho, Cid, Cristina, Monteiro e Maia) Documenta. 2014.
- CARTOONS DO ANO 2014 (com António, Carrilho, Cid, Cristina, Monteiro e Maia) Documenta. 2015.
- CARTOONS DO ANO 2015 (com António, Carrilho, Cid, Cristina, Monteiro, Maia e Rodrigo) Documenta. 2016.

## Realização Plástica para Teatro
- QUE DIZ MOLERO (encenação de António Feio). Teatro Nacional D. Maria II, Lisboa (1994); Teatro Nacional S. João, Porto (1995 e 1999); Teatro Villaret, Lisboa (1999).
- DUAS SEMANAS COM O PRESIDENTE (encenação de António Feio). Centro Cultural de Belém, Lisboa; Teatro Nacional S. João, Porto. 1996.
- ARTE (encenação de António Feio). Teatro Nacional S. João, Porto; Teatro Villaret, Lisboa. 1998 e 2003.
- O ÚLTIMO A RIR (encenação de Adriano Luz). Teatro Villaret, Lisboa. 2001.
- TRIFÁSICO (de Paulo Matos) Teatro Villaret, Lisboa. 2002
- O DONO DO NADA (encenação de Adriano Luz). Centro Cultural Olga Cadaval, Sintra, 2003; Teatro Maria Matos, Lisboa. 2006.
- MANOBRAS DE DIVERSÃO (Produções Fictícias)/ Teatro São Luiz, Lisboa. 2004.
- 1755 – O GRANDE TERRAMOTO (encenação Fraga) Teatro da Trindade, Lisboa. 2006.
- CLAMOR(leitura encenada por Carlos Pimenta) Teatro Carlos Alberto, Porto. 2006
- ERVA VERMELHA(encenação Cristina Carvalhal) Teatro da Trindade, Lisboa. 2006.
- COMO FAZER COISA COM PALAVRAS (com Ricardo Araújo Pereira) Teatro São Luiz, 2008
- Guião e realização do filme LISBOA, QUEM ÉS TU? espectáculo multimédia projectado nas paredes do castelo de S. Jorge, Lisboa. 2012.
- BARRIGA DA BALEIA (com Ana Brandão) Teatro Maria Matos/Lisboa, Centro Cultural Vila-Flor/Guimarães, 2012. Teatro Virgínia/Torres Novas, Teatro Viriato/Viseu, Centro das Artes_Casa das Mudas/Madeira, Centro das Artes e do Espectáculo de Sever do Vouga, Cine-Teatro S. Pedro/Abrantes, Cine-Teatro de Estarreja, Teatro Municipal da Guarda, Auditório Municipal Augusto Cabrita/Barreiro, Museu da Cidade de Aveiro, Centro Cultural de Ílhavo, Cine-Teatro de Sobral de Monte Agraço, São Martinho do Porto, Alcobaça, Águeda, 2013. Museu Municipal/Vagos, Bibliotec José Saramago/Feijó, Auditório Municipal César Batalha/Oeiras, Teatro Municipal de Faro. 2014.
- A MONTANHA (com Ana Brandão) Teatro Maria Matos/Lisboa. Espaço do tempo, Montemor-o-novo. Teatro Municipal da Guarda. 2014-2015

## Desenho Digital em tempo real
- 2001 - SONOGRAFIAS com músico Paulo Curado: Lugar Comum (Oeiras), Cordoaria Nacional (Lisboa)

- 2002 - CABARET LX com Sylvie Canape: Instituto Franco-Português (Lisboa), Ler Devagar (Lisboa), UCP (Viseu)

- 2003 - BULLLET com Armando Teixeira: Festival Número (Lisboa), Festival Cosmopólis (Lisboa), Festival Sonda (Caldas da Rainha), Faladura/Teca (Porto), Queima das Fitas (Coimbra), Lux (Lisboa), Frágil (Lisboa,) Point Ephemére (Paris) entre outros.

- 2004/2005 - CONTINUOUS ME com Yola Pinto: ZDB (Lisboa), Festival Altitudes (Montemuro), Box Nova/CCB (Lisboa), Faro Capital da Cultura entre outros.

- 2004/2005 - CONSPIRAÇÃO, evento teatral (Teatro Aberto/Lisboa, Teatro Viriato/Viseu, Clube Estefânea/Lisboa, Centro de Artes da Calheta/Madeira)

- 2004/2005 - FESTIVAL AU PARC PASTEUR (Orleans, França)

- 2004/2005 - Com FACTOR ACTIVO: Festival Imago (Fundão)

- 2004/2005 - Recitais de poesia das PRODUÇÕES FICTÍCIAS (Lisboa, Loulé, Oeiras, Madeira)

- 2004/2005 - CAMP FESTIVAL: Montemor-o-novo e Stuttgart

- 2004/2005 - ESPAÇO PÚBLICO/ Faro Capital da Cultura

- 2004/2005 - SUPER DELUXE, com música Ellen Fullman. Tóquio (Japão)

- 2004/2005 - SONOGRAFIAS (com músico Paulo Curado): Centro de Arte Moderna – Gulbenkian.

- 2006 - Festival SUBTROPICS/Miami com músicos G. Matamoros e G. Robair (USA)

- 2006 - Festival TRAMA/Fundação Serralves: Estação metro Casa da Música, Porto

- 2006 - CLAMOR (encenação Carlos Pimenta)/Teca, Porto

- 2006 - Ciclo O SOM AMARELO/Granular Museu do Chiado, Lisboa

- 2006 - ESPAÇO PÚBLICO / Monchique, Tavira, Almodôvar, Olhão, V. R. Sto António

- 2006 - Festival EME / Igreja de Santiago, Palmela.

- 2007 - Concerto AMÉLIA MUGE. Culturgest, Lisboa.

- 2007 - EGO SKIN (com bailarinos Amélia Bentes e Ludger Lamers). Centro Cultural Belém, Lisboa; Teatro Viriato, Viseu; Teatro Aveirense, Aveiro.

- 2007 - Com MICRO AUDIO WAVES. Lux, Lisboa. MusicBox, Lisboa. Plano B, Porto.

- 2007 - NOITE DOS MUSEUS / Museu de Arqueologia, Lisboa.

- 2007 - ESPAÇO PÚBLICO / Vila do Conde, Aljezur, Tavira, Matosinhos

- 2007 - ILLUMINATED CORRIDOR / San Francisco, EUA.

- 2007 - HILLSIDE CLUB/ Berkeley, EUA.

- 2007 - espectáculo À NOITE O SOL / Festival Mistura – Teatro São Luiz, Lisboa.

- 2008 - Concerto Desenhado (com Mário Laginha). Teatro São Luiz, Lisboa.

- 2008 - ESPAÇO PÚBLICO / Moita, Alcácer do Sal.

- 2008 - Concerto AMÉLIA MUGE. Sesimbra.

- 2008 - Expo Saragoça (com  Rafael Toral)

- 2008 - Espectáculo (espaço público) FUNCHAL 500 ANOS, Funchal.

- 2009 - Espaço público: Elvas, Paços de Ferreira, Faro.

- 2009 - “Festival de los Abrazos”, Santiago de Compostela (Spain).

- 2009 - “Sons Ardentes”: Albufeira (com Orquestra Sinfónica do Algarve)

- 2009 - “O mistério da coisas” : apresentação de Guimarães Capital Europeia da Cultura 2012.

- 2009 - “Inês Negra”, Melgaço: espectáculo de Comédias do Minho com encenação de Gonçalo Amorim.

- 2010 - “Mapacorpo” de Amélia Bentes (com as bailarinas  Amélia Bentes e Leonor Keil e o músico Vitor Rua). Centro Cultural de Belém, Lisboa. Teatro Garcia de Resende, Évora.

- 2010 - Em Espaço Público/ Moita (Portugal) com DJ Marcos Bartilotti.

- 2010 - “Sonografias” (com músicos Paulo Curado e Fernando Mota). Monstra Festival. Lisboa.

- 2010 - “Histórias do Castelo”. Espectáculo Intermédia  com música de Bernardo Sassetti no Castelo de s. Jorge, Lisboa.

- 2010 - “Clube da Palavra ao Vivo” (com Manuel João Vieira, COPO e Pacman) Teatro São Luiz. Lisboa

- 2010 - Festival Lisboa Mistura (com Galandum Galundaina). Teatro São Luiz. Lisboa

- 2011 - “Antígono” ópera com encenação de Carlos Pimenta pela orquestra Divino Sospiro. Centro Cultural de Belém. Lisboa.

- 2011 - “Clube da Palavra ao Vivo” (com Chullage, Mitó, Ivan Lins e Silva o sentinela) Teatro São Luiz. Lisboa

- 2011 - “Mapacorpo” de Amélia Bentes (com as bailarinas  Amélia Bentes e Leonor Keil e o músico Vitor Rua). Centro Cultural Vila Flor, Guimarães.

- 2011 - “Um galeão e uma torrada encontram-se na rua das estrelas, pela primeira vez”, Quintas da Leitura, Teatro Campo Alegre, Porto.

- 2011 - Festival CITEMOR (com Pedro Lopes), Montemor-o-Velho.

- 2011 - ETEROPÓLIS, festival CCB_FORA_DE_SI. CCB, Lisboa

- 2011 - CONCERTO DESENHADO (com Mário Laginha) Noite Europeia dos Investigadores_Pavilhão da Ciência, Lisboa.

- 2012 - A INVENÇÃO DO DIA CLARO (com Flak) Festival Silêncio / Musicbox, Lisboa

- 2012 - “Clube da Palavra ao Vivo” Teatro São Luiz. Lisboa

- 2013 - “GRANDE CONCERTO EXPRESSO 40 anos, Centro Cultural de Belém/Lisboa

- 2013 - “GENTE DIZ ALMADA” Teatro Municipal São Luiz

- 2013 - “JOINING MITCHELL”, Centro Cultural de Belém/Lisboa

- 2014 - “CONCERTO 10º ANIVERSÁRIO DIVNO SOSPIRO” (com orquestra Divno Sospiro) CCB, Lisboa

- 2014 - “EU SOU A SOMBRA QUE ME SEGUE A MIM (com Ana Brandão) Teatro Maria Matos

- 2014 - “SOBRE O MAR” (com Ondjaki e Marcelo Magdaleno) Miami Beach e Centro Cultural Português, Luanda (Angola), FLIP, Paraty (Brasil), Fundação José Saramago, Lisboa.

- 2015 - “A SÉRIO” (com Nuno Artut Silva e Dead Combo),Teatro São Luiz. Lisboa.

- 2015 - “ISTO NÃO É UM RECITAL DE POESIA” (com Nuno Artur Silva, Sérgio Godinho, Mitó e Noiserv) Teatro São Luiz. Lisboa.

- 2015 - “ESTÓRIAS DESENHADAS” (com Ondjaki) espaço público, Luanda

- 2015 - “DENTRO DO ESCURO” (com Ondjaki) Centro Cultural Português, Luanda

- 2015 - “4 MÃOS” (com Filipe Raposo) CCB, Festival BIG BANG (Lisboa)

- 2015 - “O TELHADO DO MUNDO” (com Filipe Raposo e Ondjaki), Folio-Festival Literário de Óbidos, São Luiz Teatro Municipal (Lisboa)

- 2016 - “4 MÃOS” (com Filipe Raposo) Festival BIG BANG/Hamburgo

- 2016 - “CARTA BRANCA” (com Filipe Raposo e Beau McLellan) Festival Som Riscado/Loulé

- 2016 - “É A TUA CARA” (com Filipe Raposo) Dia da Criatividade/Pequeno Grande C, Fundação Calouste Gulbenkian

- 2016 - “4 MÃOS” (com Filipe Raposo) Fundação Calouste Gulbenkian

- 2016 - "FILIPE SEEMS + 5ª E 7ª BEETHOVEN" (com Orquestra Metropolitana de Lisboa) Santuário do Senhor da Pedra (Óbidos)

## Principais exposições
- 1987 - Bienal dos Jovens Artistas da Europa Mediterrânica ( Barcelona).

- 1988 - Bienal de Vila Nova de Cerveira/Design.

- 1989 - Eurovisionni – Viaggio a Fumetti tra le Citta d’Europa (Milão).

- 1994 - Filipe Seems – Festival Internacional de BD da Amadora.

- 1998 - Festival Internacional de Banda Desenhada de Angoulême (França).

- 1999 - Festival Internacional de Banda Desenhada de Seoul (Coreia do Sul).

- 2003 - CITYSCAPES. Casa Fernando Pessoa. Lisboa.

- 2003 - “Subway Life”. Arts Festival/ Perth (Australia)

- 2010 - “Cent pour cent” (colectiva) la cité internationale de la bande dessinée et de l’image. Angoulême (França)

- 2010 - “Res Publica” (colectiva) Fundação Calouste Gulbenkian. Lisboa.

- 2011 - “Tinta nos nervos” (colectiva). Museu Coleção Berardo. Lisboa.

- 2011 - “Subway Life”. LeV-Literatura em Viagem, Matosinhos.

- 2011 - “Subway Life”. Casa Museu Teixeira Lopes. Vila Nova de Gaia.

- 2012 - “Subway Life”. Festival das Artes/ Museu Municipal Coimbra.

- 2012 - “Riso” (colectiva) Fundação EDP / Museu da Electricidade.

- 2013 - “Bem dita crise”. Casa da Cultura (Setúbal).

- 2014 - “Merci la crise”. Club de Presse, Montpellier (França)

- 2014 - “Subway Life”. Teatro Municipal da Guarda.

- 2014 - “Desenhos de Cordel” Metropolitano de Lisboa (Saldanha/São sebastião/Alameda)

- 2016 - "é na cidade que existe / que existe a cidade que não existe" instalação desenhada Capela de São Martinho, FOLIO - Festival Literário de Óbidos

## Prémios e distinções
- Prémio Melhor Álbum Português no Festival Internacional de BD/ Amadora 1993 com “Ana”
- Prémio Melhor Álbum Português no Festival de BD/ Amadora 1994 com “A História do Tesouro Perdido”
- Prémio Melhores Figurinos 1994 da Associação dos Críticos de Teatro e Menção Especial do ACARTE com “O Que Diz Molero”
- Prémio Melhor Álbum Português no Festival Internacional de BD/ Amadora 1997 com “A Arte Suprema”
- Categoria de Arte do Flash Film Festival 2003 com o website de “Subway Life”
- Menção honrosa do World Press Cartoon 2006
- 2º Prémio Cartoon Editorial World Press Cartoon 2008
- Prémio Melhor Desenho no Festival Internacional de BD/ Amadora 2008 com “Rei”
- Menção honrosa do World Press Cartoon 2010
- Menção honrosa do World Press Cartoon 2012
- Prémio Nacional de Ilustração 2013 com “Uma Escuridão Bonita”